# Syntaktische Funktion
Mit dem Oberbegriff syntaktische Funktion (auch: grammatische Funktion bzw. Relation) bezeichnet man in der Sprachwissenschaft Kategorien wie Subjekt, Objekt, Prädikat, Adverbial und Attribut. Dabei werden diese Kategorien je nach Sprachtyp bzw. theoretischem Beschreibungsansatz unterschiedlich definiert. Die grundlegenden syntaktischen Funktionen Subjekt und Objekt sind insbesondere für die relationale Typologie von Bedeutung. Die syntaktischen Funktionen in Nominativsprachen wie dem Deutschen sollen sich z. B. auf Ergativsprachen nicht ohne Weiteres anwenden lassen.
Syntaktische Funktionen kennzeichnen eine Konstituente nicht isoliert unabhängig von ihrer syntaktischen Umgebung und auch nicht nur auf Grund ihrer formalen Eigenschaften, wie etwa Kasusmarkierungen (z. B. Nominativ). Syntaktische Funktionen sind Funktionen, die eine „Konstituente innerhalb ihrer syntaktischen Umgebung hat“ und die zu syntaktischen Relationen der Konstituenten innerhalb der syntaktischen Umgebung untereinander führt. Der Bezugspunkt ist dabei die Einheit Satz (Subjekt, Objekt usw.) oder davon abgeleiteter Kategorien (Attribut).
„Syntaktische Funktionen sind unter anderem für Kongruenz, Wortstellung und Satzbedeutung relevant. Nur Wörter und Phrasen können eine syntaktische Funktion haben.“

## Abgrenzung Konstituenten – syntaktische Funktionen
Die Begriffe syntaktische Funktion und Konstituent sind zu unterscheiden. Derselbe Konstituent kann verschiedene Funktionen wahrnehmen. Dieselbe Funktion kann durch verschiedene Konstituenten ausgedrückt werden.
- Beispiel: Die Nominalphrase „jeden Tag“ kann verwendet werden

als Akkusativobjekt („Ich genieße jeden Tag.“),
als Adverbial („Ich genieße wirklich jeden Tag das Frühstück.“) oder
als Attribut („Das Frühstück jeden Tag genieße ich wirklich.“)
- Beispiel: Ein Akkusativobjekt kann ausgedrückt werden durch

eine Nominalphrase („Arno verspricht eine pünktliche Bezahlung.“),
einen infiniten Satz („Arno verspricht, pünktlich zu zahlen.“) oder durch
einen Subjunktionalsatz („Arno verspricht, dass er pünktlich zahlt.“).

## Syntaktische Funktionen im Überblick
Als die grundlegenden syntaktischen Funktionen gelten in der traditionellen Grammatik des Deutschen:
- Subjekt
- Prädikat
- Objekt
- Adverbial
- Attribut

Hinzugenommen werden können einige Sonderfälle, die im Deutschen keine eigenständige grammatische Form haben (aber dies in anderen Sprachen haben können) wie Vokativ oder Topik, und Fälle, wo schwer zwischen Adverbialen und Nicht-Adverbialen abgegrenzt werden kann, etwa beim Instrumental oder dem freien Dativ.